# Dugobabe
Dugobabe – wieś w Chorwacji, w żupanii splicko-dalmatyńskiej, w gminie Klis. W 2011 roku liczyła 137 mieszkańców.